# Miyec
Miyec (en árabe: ميجك) es una localidad y municipio del Sáhara Occidental, en la Zona Libre controlada por la República Árabe Saharaui Democrática al este del Muro Marroquí.  
Se encuentra a 80 km al norte de la ciudad mauritana de Zuérate y 250 km al este de Villa Cisneros
Consta de un colegio y un pequeño hospital. Es sede de la III región militar del Ejército de Liberación Popular Saharaui.

## Historia
Los alrededores fueron escenario de varias batallas entre tribus saharauis y el ejército francés (Batalla de Teniamun a finales de 1931, Batalla de Miyec a principios de 1932).

## Política
El 20 de mayo de 2007 el Frente Polisario celebró en Mijek el 34.º aniversario del inicio de su lucha armada. También acogió la conferencia anual de las comunidades saharauis en el extranjero (diáspora saharaui). El 12 de octubre de 2010, el pueblo acogió el 35.º aniversario del "Día de la Unidad Nacional", que conmemora la conferencia de Ain Ben Tili de 1975, así como la conferencia de la diáspora saharaui.

## Hermanamientos
| - Móstoles, España - Coslada, España - Elorrio, España - Incisa in Val d'Arno, Italia - Castro-Urdiales, España - Llanera, España - Marciana Marina, Italia - Mundaca, Vizcaya, País Vasco, España - Ormáiztegui, España - Oyón, España - Peligros, España - Poggibonsi, Italia - Ponte Buggianese, Italia (desde el 27 de enero de 1996) - Miravalles, España - Vaiano, Italia |